# Orthopteroidea
Super-ordre
Super-famille
Les Orthopteroidea sont un super-ordre ou une super-famille d'insectes du super-ordre des Polyneoptera.

## Systématique
Le groupe des Orthopteroidea a été créé en 1886 par l'entomologiste et paléontologue américain Samuel Hubbard Scudder (1837-1911).
Les Orthopteroidea sont considérés, selon les sources, comme étant un super-ordre ou une super-famille d'insectes. 
Orthopteroidea est un groupe d'insectes classés comme une section dans le super-ordre des Polyneoptera. Ce cadre systématique n'est pas partagé par plusieurs auteurs.

## Liste des taxons associés
Considéré comme un super-ordre, les Orthopteroidea regroupent les ordres suivants :
- Dermaptera  De Geer, 1773
- Grylloblattodea Brues & Melander, 1932
- Mantophasmatodea Zompro et al., 2002
- Orthoptera  Latreille, 1793
- Phasmoidea  Leach, 1815